# Tai Wo Hau (stacja MTR)
Tai Wo Hau (chiński: 大窩口) – jedna ze stacji MTR, systemu szybkiej kolei w Hongkongu, na Tsuen Wan Line i Tung Chung Line. Została otwarta 10 maja 1982. 
Obsługuje obszar Tai Wo Hau, w dzielnicy Tsuen Wan.